# Rete tranviaria di Gand
La rete tranviaria di Gand, gestita da De Lijn, è un sistema di trasporto pubblico della città belga di Gand ed è composto da una rete di 3 linee (numerate 1, 2 e 4), per un totale di 30 km.